# Spiltan fonder
Spiltan Fonder AB är en av de större svenska oberoende fondförvaltarna. Bolaget grundades 2002 och förvaltar nio aktie- och räntefonder primärt inriktade mot den svenska kapitalmarknaden.

## Historia
Fondbolaget, som från början hette Spiltan & Pelaro Fonder AB, grundades 2 december 2002 av Per Håkan Börjesson, Erik Brändström och Anders Wengholm genom bolag relaterade till Investment AB Spiltan-koncernen och Pelaro-koncernen. Vid starten hade man totalt tio kunder som tillsammans investerade tio miljoner kronor i två fonder (nuvarande Spiltan Småbolagsfond och  Spiltan Aktiefond Stabil). År 2006 köptes Pelaro ut och fondbolaget blev helägt av Spiltan Investment AB.
Spiltan Fonder ägs till 85 procent av Investment AB Spiltan, resterande delar ägs av anställda och ledning i fondbolaget. Våren 2021 blev Lars Melander ny VD för Spiltan Fonder och efterträdde Erik Brändström, som fortsatte som vice VD och Investeringsansvarig.

## Produkter
- Spiltan Aktiefond Stabil

- Spiltan Småbolagsfond
- Spiltan Aktiefond Småland
- Spiltan Realinvest Global
- Spiltan Aktiefond Investmentbolag
- Spiltan Globalfond Investmentbolag
- Spiltan Högräntefond
- Spiltan Räntefond Sverige
- Spiltan Enkel